# Kenny Omega
 (janvier 2025).
Pour les articles homonymes, voir Smith et Oméga (homonymie).
Tyson Smith (né le 16 octobre 1983 à Transcona (Manitoba)) est un catcheur (lutteur professionnel) canadien. Il possède également la nationalité japonaise. Il travaille actuellement à la All Elite Wrestling et la New Japan Pro Wrestling, sous le nom de Kenny Omega. Il est le vice-président exécutif de la première fédération.
Il a surtout catché sur le circuit indépendant, allant dans des promotions comme la Pro Wrestling Guerrilla, où il remporte le titre de champion du monde de la PWG. Il a également travaillé à la Ring of Honor.
Au Japon, il a travaillé à la Dramatic Dream Team et à la All Japan Pro Wrestling, où il est un ancien AJPW World Junior Heavyweight Champion.
Il est le premier IWGP United States Heavyweight Champion, un ancien 1 fois IWGP Intercontinental Champion, 2 fois IWGP Junior Heavyweight Champion, 1 fois IWGP Junior Heavyweight Tag Team Champion, 2 fois NEVER Openweight 6-Man Tag Team Champion et vainqueur du G1 Climax 2016 il devient donc le premier et unique catcheur non-japonais (Gaijin) à remporter le tournoi du G1 Climax. Il a également remporté le IWGP Heavyweight Championship.
À la NJPW et à la ROH, il est un ancien membre du Bullet Club et l'ancien chef du groupe qu'il dirigeait depuis le 5 janvier 2016 après le départ du chef précédent AJ Styles. Il est également un tiers du groupe The Elite, avec The Young Bucks (Matt Jackson et Nick Jackson).
Il est considéré comme l'un des meilleurs lutteurs professionnels du monde et de l’histoire. Ses matchs contre Kazuchika Okada à Wrestle Kingdom 11, Dominion 6.11 et Dominion 6.9 (tous pour le Championnat des poids lourds IWGP), ainsi que la demi-finale du Climax G1 2017 ont remporté un score respectif de 6, 6¼, 6 et 7 étoiles de Dave Meltzer du Wrestling Observer Newsletter. Le match de 7 étoiles est actuellement le plus haut classement attribué par Meltzer.

## Carrière

### Jeunesse et débuts dans le catch (2000–2005)
Smith est fan de catch depuis l'enfance et ses idoles sont l'Ultimate Warrior, Bret Hart et The Rockers (Marty Jannetty et Shawn Michaels). Il s'entraîne dans une école de catch de Winnipeg dirigé par Bobby Jay et a choisi le nom de ring en référence à un des boss de Final Fantasy 8. C'est au sein de la fédération de Jay, la Top Rope Championship Wrestling (TRCW) qu'il fait ses débuts le 17 juin 2000 et remporte son premier titre en devenant champion par équipe avec Ronnie Attitude le 16 août et perdent ce titre le 11 octobre,,.
Le 31 janvier 2001, il devient champion poids-lourds junior unifié du Canada de la TRCW après avoir vaincu 
Mentallo et perd ce titre le 28 mars face à ce dernier,. Il remporte à nouveau ce titre le 18 octobre après sa victoire sur Mentallo et le perd à la suite de sa défaite face à Ryan Wood huit jours plus tard,. Il récupère ce titre le 14 novembre et le garde jusqu'à sa défaite dans un match face à Wood,.
En 2002, il se met à travailler pour la Premier Championship Wrestling (PCW) toujours dans la province du Manitoba. Il y devient champion poids-lourds du 18 septembre 2003 après sa victoire face à  Adam Knight et garde ce titre jusqu'au 26 novembre et sa défaite face à Rawskillz,. Le 27 décembre, il remporte le championnat poids-lourds de la Canadian Wrestling Federation, une autre fédération située dans la province du Manitoba, après sa victoire sur TJ Bratt et le perd le 31 janvier 2004 face à Zack Mercury,.

### World Wrestling Entertainment (2005–2006)
Après quatre années au sein de la fédération canadienne PCW il décroche un contrat de développement via John Laurinaitis pour la World Wrestling Entertainment et est envoyé dans la Deep South Wrestling (Territoire de développement de WWE de 2005 à 2007 ) sous la direction de Bill DeMott.Il y côtoie certains catcheurs actuels de la World Wrestling Entertainment comme The Miz, Zack Ryder, Curt Hawkins. Il garde une mauvaise expérience de son passage à la DSW mais considère que ça lui a appris certaines choses et l’a rendu plus fort. Au bout d’un an, il demande la résiliation de son contrat. Le but de Kenny Omega à ce stade de sa carrière est déjà de lutter au Japon.

### Jersey All Pro Wrestling (2007–2009, 2010–2012)

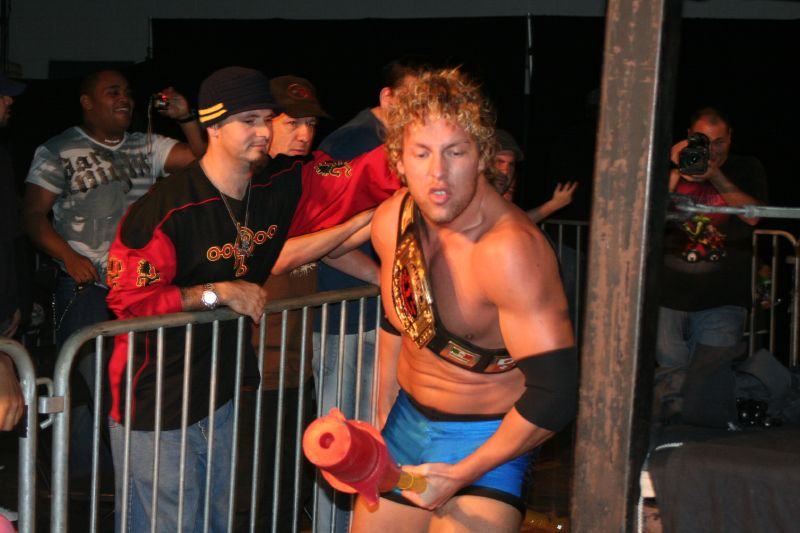
Omega en tant que JAPW Heavyweight Champion en Novembre 2008.

Lors de Spring Massacre 2009, il conserve son titre contre Kazarian.
Lors de JAPW 13th Anniversary Show - Tag 1, il perd contre Jushin Thunder Liger dans un Best Of The Light Heavyweights 13 Six Way Elimination Match qui comprenaient également Azrieal, B-Boy, Bandido Jr. et El Generico et ne remporte pas le JAPW Light Heavyweight Championship,. Lors de JAPW 13th Anniversary Show - Tag 2, il bat Jay Lethal. Le 15 mai 2011, il bat Jushin Thunder Liger et remporte le JAPW Light Heavyweight Championship.

### Ring of Honor (2008–2010, 2016-2018)
Le 25 juillet 2008, il fait ses débuts a la Ring of Honor et perd contre Delirious. Le lendemain, lors de ROH New Horizons, il perd contre Silas Young. Après une série de défaites, il obtient ses premières victoires en décembre et au cours de sa première année a la ROH il bat deux fois le ROH World Champion Austin Aries,. Le 14 novembre 2009, il perd contre Austin Aries et ne remporte pas le ROH World Championship. En 2010, il commence à travailler plus régulièrement au Japon, faisant seulement six apparitions pour la ROH tout au long de l'année, avec son match contre Christopher Daniels à Death Before Dishonor VIII étant son dernier match pour la fédération pendant presque six ans. En février 2016, il a été signalé qu'Omega avait signé pour devenir un membre régulier du roster de la ROH. Il dispute son match retour lors de 14th Anniversary Show, où lui et The Young Bucks battent Kushida, Matt Sydal et ACH pour conserver les NEVER Openweight 6-Man Tag Team Championship.
Lors de Supercard of Honor XII, il perd contre Cody.

### Dramatic Dream Team (2008-2014)
Le 11 septembre 2011, il fait ses débuts à la All Japan Pro Wrestling en représentant la DDT lors du Junior League 2011 Tournament. Après trois victoires et deux défaites, il termine deuxième de son bloc et ne se qualifie pas pour la finale du tournoi.
Le 23 octobre, il bat Kai et remporte le AJPW World Junior Heavyweight Championship.
Le 27 novembre, il conserve son titre contre Minoru Tanaka. Le 3 février 2012, il conserve le titre contre Kaz Hayashi. Le 20 mars, il conserve le titre contre Shūji Kondō. Le 27 mai, il perd le titre contre Kai. Le 5 juin, lui et Keisuke Ishii perdent contre -akatsuki- (Shingo Takagi et Yamato).
Le 23 décembre, il bat El Generico et remporte le KO-D Openweight Championship. Le 27 janvier 2013, il conserve son titre contre Isami Kodaka et remporte également le DDT Extreme Division Championship. Le 20 mars, il perd le KO-D Openweight Championship contre Shigehiro Irie. Le 26 mai, il redevient double champion a la DDT quand, lui, Gota Ihashi et Kōta Ibushi battent Monster Army (Antonio Honda, Daisuke Sasaki et Yuji Hino) pour remporter les KO-D 6-Man Tag Team Championship. Le 23 juin, ils perdent les titres contre Antonio Honda, Hoshitango et Yuji Hino. Le 25 août, il perd le DDT Extreme Division Championship contre Danshoku Dino dans un T-back Table Match. Le 26 janvier 2014, lui et Kōta Ibushi battent Yankee Nichokenju (Isami Kodaka et Yuko Miyamoto) et Konosuke Takeshita et Tetsuya Endo dans un three-way match et remportent les KO-D Tag Team Championship pour la deuxième fois. Le 12 avril, ils deviennent doubles champions quand ils font équipe avec Daisuke Sasaki pour battre Team Dream Futures (Keisuke Ishii, Shigehiro Irie et Soma Takao) et remporter les KO-D 6-Man Tag Team Championship.

### Pro Wrestling Guerrilla (2008–2010, 2012, 2014, 2017)

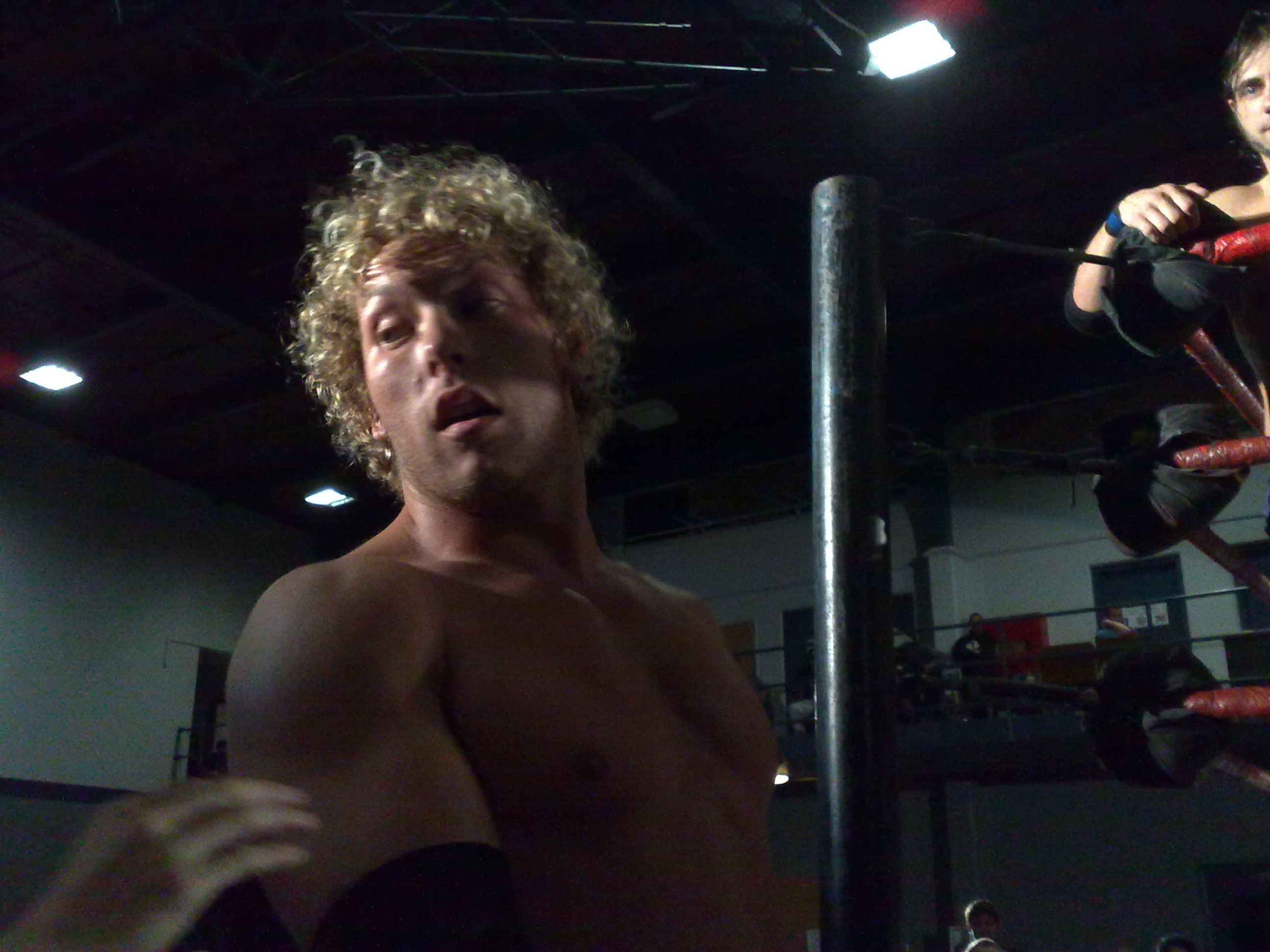
Omega durant son entrée au PWG Battle of Los Angeles en 2008.

Le 20 novembre 2009, un an après avoir fait ses débuts pour la fédération, il participe pour la seconde fois au Battle of Los Angeles, qui cette fois sera contestée pour le vacant PWG World Championship. Dans le premier tour du tournoi, il bat Kevin Steen, qui faisait son retour à la fédération après une absence de 15 mois. Le lendemain, il a vaincu les membres de The Dynasty, Scott Lost et Joey Ryan dans les quarts et demi-finales du tournoi, et en finale, il bat Roderick Strong pour remporter le Battle of Los Angeles 2009 et le vacant PWG World Championship. Après sa victoire pour le titre, Omega a été attaqué par Brian Kendrick et The Young Bucks, qui font un Heel Turn tandis qu'Omega fait un Face Turn, avant d'être sauvé par ses anciens ennemis El Generico, Colt Cabana et Rick Knox. Omega et ses anciens rivaux ont décidé de mettre leurs passées de côté comme ils partageaient maintenant des ennemis communs. Lors de PWG Worm Turns 2010, il perd son titre contre Davey Richards.
Lors de PWG All Star Week-end 11 - Tag 2, il bat Will Ospreay. Lors de PWG Battle Of Los Angeles 2017 - Tag 2, lui et les Young Bucks battent Flamita et The Lucha Brothers (Penta El Zero M et Rey Fénix).

### New Japan Pro Wrestling (2010-2019)

#### Golden Lovers (2010–2014)
Le 3 septembre 2010, il perd contre Prince Devitt et ne remporte pas le IWGP Junior Heavyweight Championship. Lors de Destruction 10, lui et Kōta Ibushi connus collectivement sous le nom de Golden ☆ Lovers, battent Apollo 55 (Prince Devitt et Ryusuke Taguchi) et remportent les IWGP Junior Heavyweight Tag Team Championship.
Il retourne à la New Japan en mai 2013 pour prendre part au Best of the Super Juniors 2013, où il réussit à gagner cinq de ses huit matchs de la ronde préliminaire, avançant vers les demi-finales du tournoi. Le 9 juin, il perd en demi - finale contre Prince Devitt à cause des interventions du clan de Devitt, le Bullet Club. Un an plus tard, Il retourne à la New Japan pour prendre part au Best of the Super Juniors 2014 avec un dossier de trois victoires et quatre défaites avec une défaite contre Taichi le dernier jour qui lui a coûté une place en demi - finale du tournoi,.

#### Bullet Club (2014-2018)

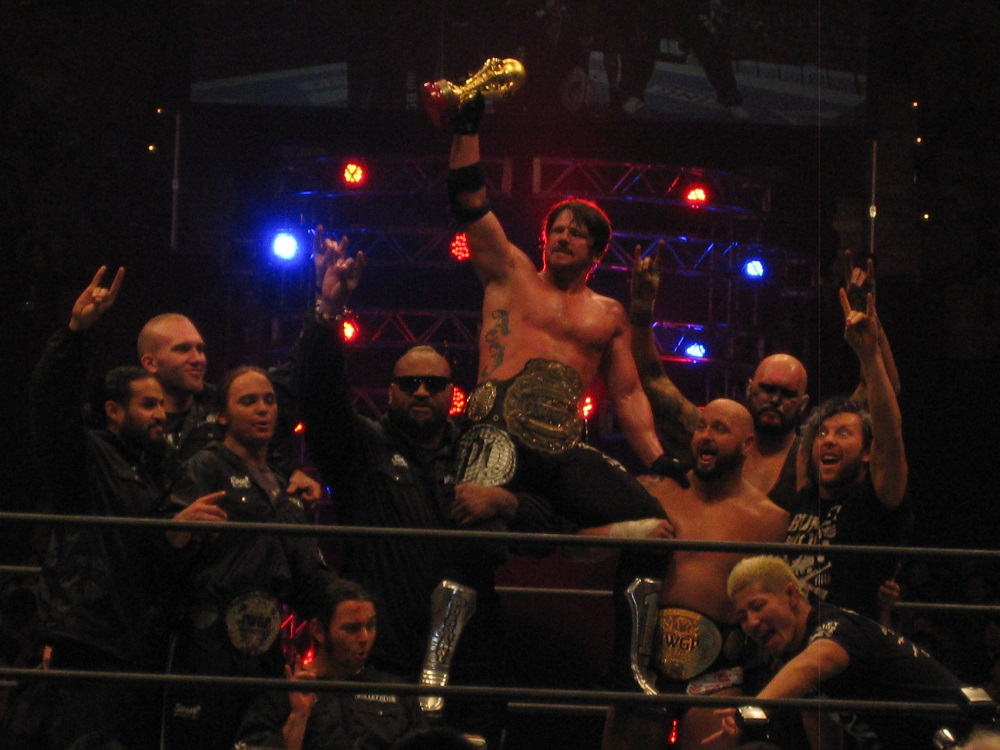
Omega en tant que membre du Bullet Club en 2015.

Le 3 octobre 2014, la New Japan a tenu une conférence de presse pour annoncer que Omega avait décidé de signer avec la fédération après l'expiration de son contrat avec la Dramatic Dream Team le 26 octobre.
Lors de Wrestle Kingdom 9, il bat Ryusuke Taguchi et remporte le IWGP Junior Heavyweight Championship,. Lors de The New Beginning in Osaka, il conserve son titre contre Ryusuke Taguchi,. Il conserve successivement son titre contre Máscara Dorada lors d' Invasion Attack 2015 et contre Alex Shelley lors de Wrestling Dontaku 2015,,. Lors de Dominion 7,5 in Osaka-jo Hall, il perd son titre contre Kushida,. Lors de Destruction in Okyama, il bat Kushida et récupère le IWGP Junior Heavyweight Championship. Lors de King of Pro-Wrestling, il conserve son titre contre Matt Sydal. Le 24 octobre, il participe en compagnie de son coéquipier du Bullet Club, Chase Owens  au Super Jr. Tag Tournament 2015, mais ils sont éliminés du tournoi dès le premier tour à la suite de leur défaite contre Roppongi Vice (Baretta et Rocky Romero). Lors de Wrestle Kingdom 10, il perd son titre contre Kushida.
Le lendemain, lui et A.J. Styles battent Chaos (Shinsuke Nakamura et Yoshi-Hashi) avec Omega rivant les épaules de Nakamura pour la victoire. Après le match, le Bullet Club trahi Styles avec Omega devenant le nouveau leader du groupe et déclarant qu'il n'est plus un junior heavyweight et il défie Nakamura à un match pour son titre Intercontinental. Le match n'a cependant jamais abouti à la suite du départ de Nakamura de la fédération, cette dernière lui retirant le titre Intercontinental. Lors de The New Beginning in Niigata, il bat Hiroshi Tanahashi et devient le nouveau Champion Intercontinental IWGP. Lors de Honor Rising: Japan 2016, lui et The Young Bucks battent Toru Yano et The Briscoe Brothers et remportent les NEVER Openweight Six Man Tag Team Championship. Le 20 mars, ils conservent leur titres contre Hiroshi Tanahashi, Juice Robinson et Michael Elgin. Lors de Invasion Attack 2016, ils perdent les titres contre Hiroshi Tanahashi, Michael Elgin  et Yoshi Tatsu. Le 23 avril, lui, Bad Luck Fale et Yujiro Takahashi perdent contre Hiroshi Tanahashi, Michael Elgin et Yoshitatsu et ne remportent pas les NEVER Openweight 6-Man Tag Team Championship. Le 27 avril, il conserve le IWGP Intercontinental Championship contre Michael Elgin. Lors de Wrestling Dontaku 2016, lui et The Young Bucks battent Hiroshi Tanahashi, Michael Elgin  et Yoshi Tatsu et remportent les NEVER Openweight Six Man Tag Team Championship pour la deuxième fois. Lors de Dominion 6.19, il perd le IWGP Intercontinental Championship contre Michael Elgin dans le premier Ladder Match de la NJPW.Le 3 juillet, lui et The Young Bucks perdent leur titres contre Matt Sydal, Ricochet et Satoshi Kojima.
Il intègre durant fin juillet le tournoi G1 Climax, où il remporte six de ses matchs et termine premier de son groupe. Le 14 août, il bat Hirooki Goto en finale et devient le premier non-Japonais à remporter le tournoi. Lors de Wrestle Kingdom 11, il perd face à Kazuchika Okada et ne remporte pas le IWGP Heavyweight Championship. Unanimement acclamée par la critique, le journaliste Dave Meltzer du Wrestling Observer Newsletter ira même jusqu'à leur attribuer la note exceptionnelle de 6 étoiles, chose qui ne s'était jamais produite auparavant, ajoutant qu'il s'agit sans doute là du « meilleur match dans l'histoire du catch professionnel ». Lors de Honor Rising: Japan 2017 - Tag 1, lui et Adam Cole battent The Briscoe Brothers. Le lendemain, lui, Cody, Matt et Nick Jackson battent Chaos (Jay Briscoe, Kazuchika Okada, Mark Briscoe et Will Ospreay). Lors du premier tour de la New Japan Cup 2017, il perd contre Tomohiro Ishii. Lors de Sakura Genesis, lui et Bad Luck Fale battent Chaos (Tomohiro Ishii et Toru Yano). Lors de Wrestling Dontaku, il bat Tomohiro Ishii. Lors de Dominion 2017, il obtient finalement son rematch contre Kazuchika Okada pour le IWGP Heavyweight Championship, mais le match se termine sur un tirage au sort de 60 minutes.

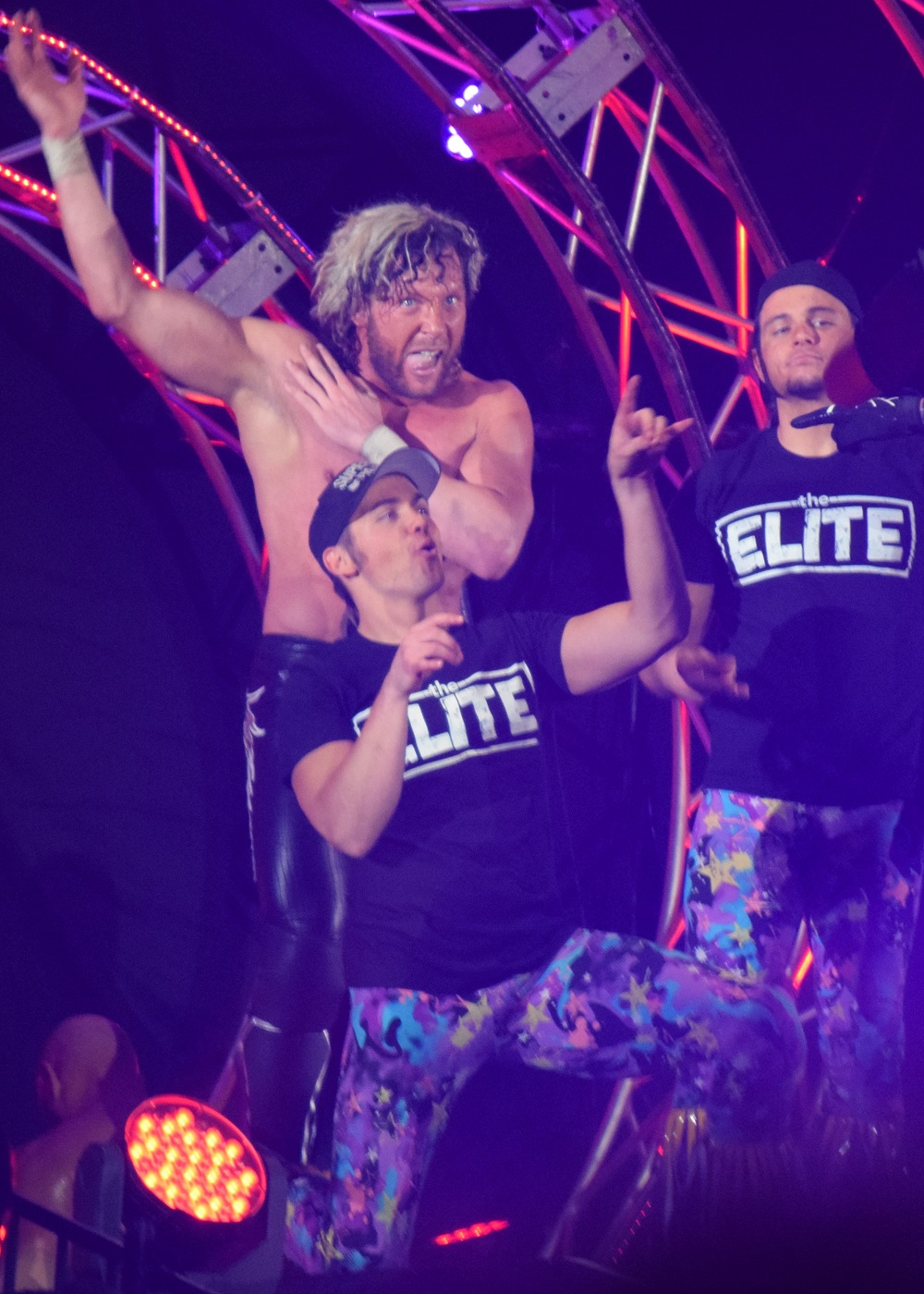
Omega en tant que membre de The Elite avec The Young Bucks, avec qui il a gagné deux fois les NEVER Openweight 6-Man Tag Team Championship.

Lors de la tournée G1 Special in USA, il bat Michael Elgin, Jay Lethal et Tomohiro Ishii pour remporter un Eight-Man Tournament et devenir le premier IWGP United States Heavyweight Champion,. Il intègre durant fin juillet le tournoi G1 Climax, où il remporte sept de ses matchs et termine premier de son groupe grâce à sa victoire le 12 août sur le IWGP Heavyweight Champion Kazuchika Okada,. Le 13 août, il perd en finale contre Tetsuya Naitō. Lors de Destruction in Kobe, il conserve son titre contre Juice Robinson. Lors de Global Wars: Chicago, il conserve le titre contre Yoshi-Hashi. Lors de Power Struggle 2017, il conserve le titre contre Baretta et accepte après le match le défi de Chris Jericho. Lors de Wrestle Kingdom 12, il conserve le titre contre Chris Jericho dans un No Disqualification Match. Lors de The New Beginning In Sapporo 2018 - Tag 2, il perd le titre contre Jay White.

#### Réunion des Golden Lovers et IWGP Heavyweight Champion (2018-2019)
Lors de Honor Rising: Japan 2018 - Tag 2, lui et Kōta Ibushi battent Bullet Club (Cody et Marty Scurll) et ont après le match un face à face avec The Young Bucks. Lors de Strong Style Evolved 2018, ils battent The Young Bucks,. Lors de Sakura Genesis, ils perdent contre Bullet Club (Cody et Hangman Page). Lors de Wrestling Dontaku 2018 - Tag 1, il bat Hangman Page.
Lors de Dominion 6.9, il bat Kazuchika Okada lors d'un 2 out Of Three Falls Match et remporte le IWGP Heavyweight Championship pour la première fois de sa carrière et met donc fin aux 720 jours de règne de Kazuchika Okada et devient par la même occasion le premier catcheur canadien à remporter le titre. Après le match, il annonce la formation d'un nouveau groupe avec Ibushi et les Young Bucks qu'il nomme The Golden Elite Lors de NJPW CEO X NJPW, lui et Kōta Ibushi battent Los Ingobernables de Japón (Hiromu Takahashi et Tetsuya Naitō).
Lors de G1 Special In San Francisco, il conserve son Titre contre Cody, après le match, il s'adresse au fans en compagnie des Young Bucks, ils sont alors rejoints par Tama Tonga, Tanga Loa et King Haku qui venaient pour féliciter Omega mais les Tongans attaquèrent Omega et les Young Bucks, formant une nouvelle faction qu'ils nomment the Firing Squad, Marty Scurll, Hangman Page, Takahashi et Owens viennent en aide aux membres de l'Elite mais ils ne parviennent pas à prendre le dessus, Cody se voit alors offrir une place au sein de cette nouvelle faction mais ce dernier attaque les Tongans montrant sa fidélité au Bullet Club, après le départ des Tongans, lui et Cody se réconcilient en se donnant une poignée de main.
Il intègre durant fin juillet le tournoi G1 Climax, où il remporte six de ses matchs avec une défaite contre Kōta Ibushi lui coûtant une place en finale du tournoi. Lors de ALL IN, il bat Penta El Zero M. Lors de Destruction in Hiroshima 2018, il conserve son titre contre Tomohiro Ishii. Lors de Fighting Spirit  Unleashed, lui et Kōta Ibushi battent Chaos (Kazuchika Okada et Tomohiro Ishii). Lors de King of Pro Wrestling 2018, il conserve son titre contre Kōta Ibushi et Cody. Lors de Wrestle Kingdom 13, il perd son titre contre Hiroshi Tanahashi.
Lors d'une interview avec Tokyo Sports, il annonce qu'il ne signera pas de nouveau avec la NJPW lorsque son contrat expirera à la mi-janvier.

### All Elite Wrestling (2019-...)

#### Rivalités avec PAC et Jon Moxley (2019-2020)
Le 7 février 2019, lors d'un rassemblement de la All Elite Wrestling, il annonce qu'il vient de signer un contrat à temps plein avec la fédération et qu'il sera également vice-président exécutif.
Le 23 mai à Double or Nothing, il perd face à Chris Jericho. Après le match, les deux hommes se font attaquer par Jon Moxley. Le 29 juin à Fyter Fest, les Young Bucks et lui battent les Lucha Brothers et Laredo Kid dans un 6-Man tag Team Match.
Le 13 juillet à Fight for the Fallen, il bat CIMA. Le 31 août à All Out, il perd face à PAC.
Le 9 novembre à Full Gear, il perd face à Jon Moxley dans un Unsanctioned Lights Out Match.

#### Alliance avec "Hangman" Adam Page et champion par équipe de la AEW (2020)
Le 22 janvier 2020 à Dynamite, "Hangman" Adam Page et lui deviennent les nouveaux champions du monde par équipe de la AEW en battant SCU (Frankie Kazarian et Scorpio Sky), marquant le premier changement de titre de l'histoire de la promotion. Le 29 février à Revolution, ils conservent leurs titres en battant les Young Bucks.
Le 23 mai 2020 à Double or Nothing, l'Elite (Page, les Young Bucks et lui) et Matt Hardy battent l'Inner Circle dans un Stadium Stampede Match.
Le 1er juillet à Fyter Fest - Night 1, son partenaire et lui conservent leurs titres en battant les Best Friends. La semaine suivante à Fyter Fest Night 2, ils conservent leurs titres en battant Private Party. Le 5 septembre à All Out, ils perdent face à FTR, ne conservant pas leurs titres. Après le combat, il tourne le dos à son propre équipier.
Le 7 novembre à Full Gear, il bat son ancien allié en finale du tournoi, devenant ainsi aspirant n°1 au titre mondial de la AEW.

#### Alliance avec Don Callis, champion du monde de la AEW et absence (2020-2021)
Le 2 décembre à Dynamite : Winter is Coming, il devient le nouveau champion du monde en battant Jon Moxley et remporte le titre pour la première fois de sa carrière. Pendant le combat, il effectue un Heel Turn, car frappe son adversaire avec un micro, aidé par une distraction de Don Callis.
Le 7 mars 2021 à Revolution, il conserve son titre en rebattant son même adversaire dans un Exploding Barber Wire Death match.
Le 30 mai à Double or Nothing, il conserve son titre en battant Orange Cassidy et PAC dans un 3-Way match.
Le 13 août à Rampage, il ne conserve pas son titre mondial d'Impact, battu par Christian Cage. Le 5 septembre à All Out, il conserve son titre en prenant sa revanche sur son même adversaire.
Le 13 novembre à Full Gear, il ne conserve pas sa ceinture, battu par "Hangman" Adam Page. 5 soirs plus tard à Dynamite, il annonce devoir s'absenter pendant quelque temps pour soigner ses vertiges.

#### Retour, double champion du monde Trios de la AEW avec les Young Bucks, retour de l'Elite et maladie (2022-2023)
Le 17 août 2022 à Dynamite, il fait son retour après 9 mois d'absence en tant que Face, devient le partenaire mystère des Young Bucks et ensemble, les trois catcheurs battent Andrade El Idolo, Rush et Dragon Lee dans un Trios match au premier tour du tournoi qui désigne les futurs champions du monde Trios. Le 4 septembre à All Out, ils deviennent les premiers champions du monde Trios en battant le Dark Order (Alex Reynolds et John Silver) et "Hangman" Adam Page en finale du tournoi et remportent les titres pour la première fois de leurs carrières. Trois soirs plus tard à Dynamite, le président de la AEW, Tony Khan, annonce que les titres leur sont retirés et qu'ils sont suspendus, car ils ont provoqué une bagarre en coulisses du dernier PPV avec Ace Steel et CM Punk.
Le 19 novembre à Full Gear, ils font leurs retours de suspension, mais ne remportent pas les titres mondiaux Trios de la AEW, battus par Death Triangle (PAC et les Lucha Brothers) dans un Trios match.
Le 4 janvier 2023 à Wrestle Kingdom 17 de la New Japan Pro Wrestling, il redevient champion poids-lourds des États-Unis de la IWGP, pour la seconde fois, en battant Will Ospreay. Le 11 janvier à Dynamite, ils redeviennent champions du monde Trios, pour la seconde fois, en prenant leur revanche sur leurs mêmes adversaires dans un Escalera de la Muerte du dernier Best of Seven Series match. Le 5 mars à Revolution, ils ne conservent pas leurs ceintures, battus par la House of Black (Malakai Black, Brody King et Buddy Matthews) dans un Trios match.
Le 10 mai à Dynamite, il perd face à Jon Moxley dans un Steel Cage match. Pendant le combat, Don Callis effectue un Heel Turn en le frappant avec un tournevis sur le front,. La semaine suivante à Dynamite, son clan reçoit le renfort d'"Hangman" Adam Page qui fait son retour de blessure à l'œil gauche et les rejoint officiellement dans la bataille contre Blackpool Combat Club. Le 28 mai à Double or Nothing, le quartet du clan perd face au clan adverse dans un Anarchy in the Arena match suite au Heel Turn de Kōnosuke Takeshita qui l'a attaqué avec un Shinning Wizard. Le 25 juin à Forbidden Door, il ne conserve pas son titre poids-lourds des États-Unis de la IWGP, battu par Will Ospreay.
Le 27 août à All In, Kōta Ibushi, "Hangman" Adam Page et lui perdent face au Bullet Club Gold (Jay White, Juice Robinson) et Konosuke Takeshita dans un Trios match. Le 3 septembre à All Out, il perd face au catcheur japonais.
Le 18 décembre, il souffre d'une diverticulite et doit s'absenter pour une durée indéterminée.

#### Retour et champion International (2024-...)
Le 28 décembre 2024 à Worlds End, il fait son retour après un an d'absence, félicite Kazuchika Okada qui a gagné le tournoi AEW Continental Classic et lui remet la ceinture.
Le 5 janvier 2025 à Wrestle Dynasty, il bat Gabe Kidd. Le 9 mars à Revolution, il devient le nouveau champion International en prenant sa revanche sur Kōnosuke Takeshita et remporte le titre pour la première fois de sa carrière. 
Le 6 avril à Dynasty, il conserve son titre en battant Ricochet et Mike Bailey dans un 3-Way match. Le 25 mai à Double or Nothing, The Opps (Samoa Joe, Powerhouse Hobbs et Katsuyori Shibata), Willow Nightingale, Swerve Strickland et lui battent Death Riders (Jon Moxley, Claudio Castagnoli, Wheeler Yuta et Marina Shafir) et les Young Bucks dans un Anarchy in the Arena match.
Le 12 juillet à All In, il ne remporte pas le titre Continental, ne conserve pas sa ceinture et ne devient pas le premier champion Unifié de l'histoire, battu par Kazuchika Okada dans un Winner Takes All match.

### Lucha Libre AAA Worldwide (2019-2021)

#### Débuts et AAA Mega Champion (2019-2021)
Le 19 octobre 2019 à Héroes Inmortales XIII, il devient le nouveau champion Mega de la AAA en battant Fénix. Le 2 décembre à Triplemania Regia, il conserve son titre en battant Dragon Lee.
Le 13 décembre 2020 à Triplemania XXVIII, il conserve son titre en battant Laredo Kid.
Le 22 novembre 2021, à la suite de ses multiples vertiges, il est contraint d'abandonner le titre Mega de la AAA.

### Impact Wrestling (2020-2021)

#### Débuts et rivalité avec Rich Swann (2020-2021)
Le 8 décembre, il apparaît à Impact avec Don Callis, annonçant vouloir collectionner les championnats maintenant qu'il est champion de la AEW et de la AAA. Lors de Final Resolution, il encourage son ancien partenaire du Bullet Club : Karl Anderson qui battra Ethan Page.
Le 15 décembre à Impact, avec l'aide de ses anciens partenaires du Bullet Club : les Good Brothers, il attaque Rich Swann et les Motor City Machine Guns. Le 5 janvier 2021 à Impact, Omega et les Good Brothers tabassent de nouveau Swann et les Motor City Machine Guns. Le 16 janvier lors de Hard to Kill (2021), lui et les Good Brothers battent Chris Sabin, Moose et Rich Swann.

#### Impact World Champion (2021)
Lors de Rebellion (2021), il conserve son Championnat du monde de la AEW en battant Rich Swann au cours d'un Winner Take All Match, remportant également le Championnat Du Monde d'Impact. Il détient alors simultanément les championnats du monde de la AEW, AAA et Impact. Lors de Against All Odds (2021), il conserve le Championnat du Monde d'Impact contre Moose grâce à l'intervention des Young Bucks et se fait attaquer après le match par Sami Callihan. Lors de Slammiversary XIX, il conserve son titre contre Sami Callihan dans un No Disqualification Match.

## Palmarès
- 4 Front Wrestling

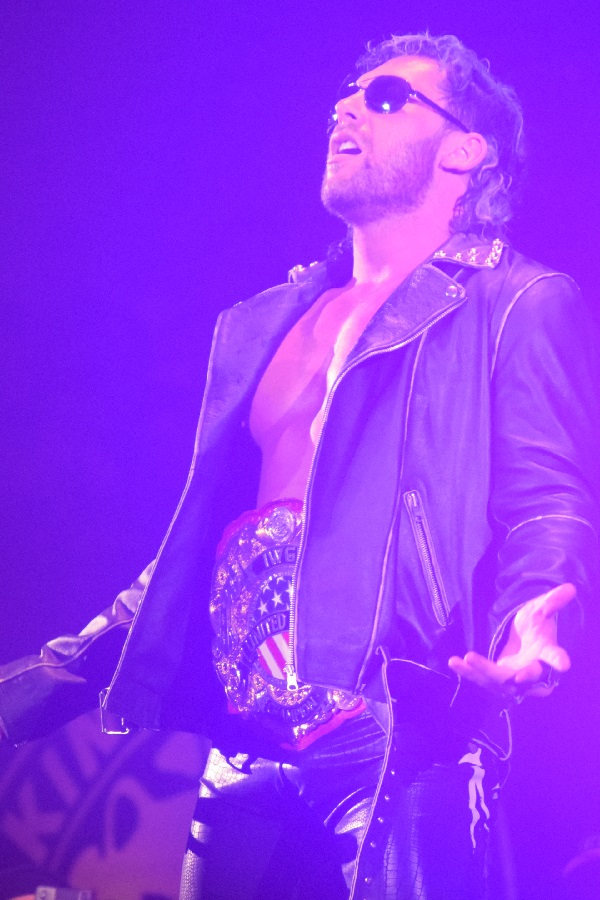
Kenny Omega en tant que champion poids-lourd des États-Unis IWGP en 2017.

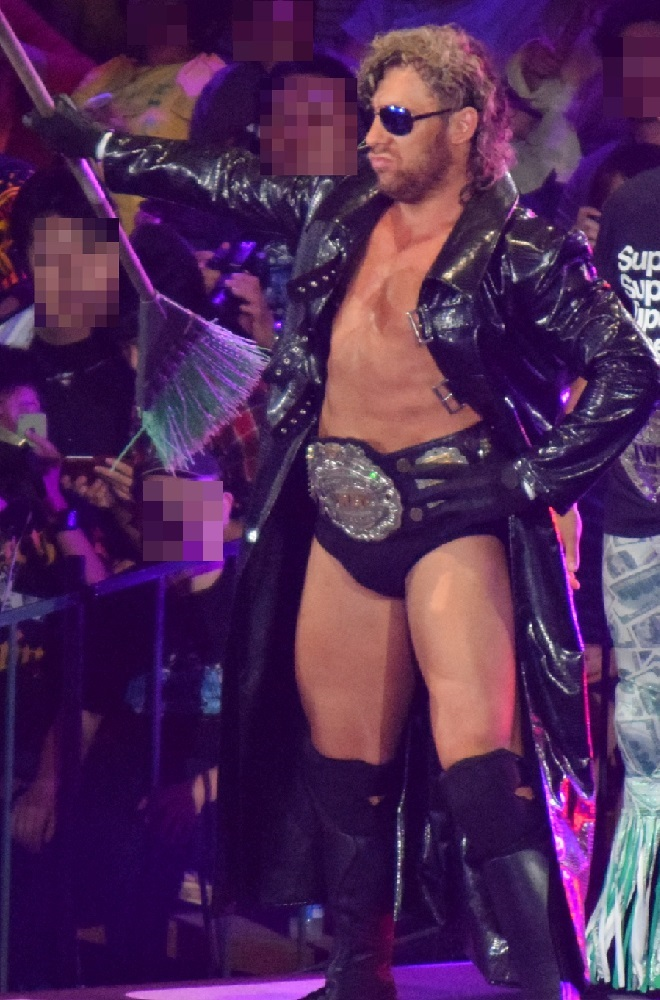
Kenny Omega avec le titre junior poids-lourd IWGP en 2015.

  - 1 fois 4FW Junior Heavyweight Championship

- All Elite Wrestling
  - 1 fois AEW World Championship
  - 1 fois AEW World Tag Team Championship avec Adam Page
  - 2 fois AEW World Trios Championship avec The Young Bucks  (premier détenteur)
  - 1 fois AEW International Championship (actuel)
  - AEW World Championship Eliminator Tournament (2020)
  - 1er Triple Crown Champion
  - 1er Grand Slam Champion

- Asistencia Asesoría y Administración
  - 1 fois AAA Mega Championship[173]

- All Japan Pro Wrestling
  - 1 fois AJPW World Junior Heavyweight Championship

- Canadian Wrestling's Elite
  - 1 fois CWE Tag Team Champion avec Danny Duggan
  - CWE Tag Team Championship Tournament (2010) avec Danny Duggan[174]

- Canadian Wrestling Federation
  - 1 fois CWF Heavyweight Champion

- Dramatic Dream Team
  - 3 fois KO-D Tag Team Championship avec Kōta Ibushi (2) et Michael Nakazawa (1)
  - 1 fois KO-D Openweight Championship
  - 2 fois KO-D 6-Man Tag Team Championship avec Kōta Ibushi et Gota Ihashi (1) et Kōta Ibushi et Daisuke Sasaki (1)
  - 1 fois DDT Extreme Champion
  - 1 fois Nihonkai Six Man Tag Team Champion avec Mr. #6 et Riho[175]
  - King of DDT 2012[176]

- Impact Wrestling 
  - 1 fois Impact World Championship

- Jersey All Pro Wrestling
  - 1 fois JAPW Heavyweight Champion[177]
  - 1 fois JAPW Light Heavyweight Champion

- Main Stream Wrestling
  - 3 fois Canadian Unified Junior Heavyweight Champion[178]

- National Wrestling Alliance
  - 1 fois NWA Canadian X Champion

- New Japan Pro Wrestling
  - 1 fois IWGP Heavyweight Championship
  - 2 fois IWGP United States Heavyweight Championship (Premier champion)
  - 1 fois IWGP Intercontinental Championship
  - 2 fois IWGP Junior Heavyweight Championship
  - 1 fois IWGP Junior Heavyweight Tag Team Championship avec Kōta Ibushi
  - 2 fois NEVER Openweight 6-Man Tag Team Championship avec Matt Jackson et Nick Jackson
  - G1 Climax (2016)[85]

- Premier Championship Wrestling
  - 4 fois PCW Heavyweight Champion
  - 2 fois PCW Tag Team Champion avec Rawskillz (1) et Chris Stevens (1)
  - Premier Cup (2005, 2007)
  - Match of the Year (2002) vs. Mentallo

- Pro Wrestling Guerrilla
  - 1 fois PWG World Champion
  - Battle of Los Angeles (2009)

- Top Rope Championship Wrestling
  - 1 fois champion par équipe de TRCW avec Ronnie Attitude[179]
  - 3 fois champion poids-lourds junior unifié du Canada de la TRCW[180]

## Récompenses des magazines
- Pro Wrestling Illustrated

| Année | 2008 | 2009 | 2010 | 2011 | 2012 | 2013 | 2014 | 2015 | 2016 | 2017 | 2018 | 2019 | 2020 | 2021 | 2022 | 2023 |
| ----- | ---- | ---- | ---- | ---- | ---- | ---- | ---- | ---- | ---- | ---- | ---- | ---- | ---- | ---- | ---- | ---- |
| Rang  | 422  | 318  | 142  | 85   | 185  | 125  | 183  | 54   | 23   | 5    | 1    | 8    | >13  | 1    | 19   | 25   |

- Tokyo Sports
  - Best Bout (2010) avec Kōta Ibushi vs. Prince Devitt et Ryusuke Taguchi (New Japan Pro-Wrestling, 11 octobre).
  - Match Of The Year (2017) vs. Kazuchika Okada (Wrestle Kingdom 11 in Tokyo Dome, 4 janvier)

- Wrestling Observer Newsletter

| #  | Résultat | Adversaire                                                                    | Évènement                                   | Date              | Durée | Lieu                                       | Notes |
| -- | -------- | ----------------------------------------------------------------------------- | ------------------------------------------- | ----------------- | ----- | ------------------------------------------ | --- |
| 1  | Victoire | Tetsuya Naitō                                                                 | NJPW G1 Climax 26 - Day 18                  | 13 août 2016      | 28:12 | Ryōgoku Kokugikan, Tokyo                   | [ 183 ] |
| 2  | Défaite  | Kazuchika Okada                                                               | Wrestle Kingdom 11 in Tokyo Dome            | 4 janvier 2017    | 46:45 | Tokyo Dome, Tokyo                          | Le titre de champion poids lourd IWGP d'Okada est en jeu. C'est aussi le premier match à obtenir la note de six étoiles.                                                                |
| 3  | Égalité  | Kazuchika Okada                                                               | NJPW Dominion 6.11                          | 11 juin 2017      | 60:00 | Castle Hall, Osaka                         | Le titre de champion poids lourd de l'IWGP d'Okada est en jeu. Ce match obtient la note de six étoiles un quart.                                                                        |
| 4  | Victoire | Kazuchika Okada                                                               | NJPW G1 Climax 2017 - Day 18                | 12 août 2017      | 24:40 | Ryogoku Kokugikan, Tokyo                   | Il s'agit d'un match sans enjeu. Il obtient la note de six étoiles. |
| 5  | Défaite  | Tetsuya Naitō                                                                 | NJPW G1 Climax 2017 - Day 19                | 13 août 2017      | 34:35 | Ryogoku Kokugikan, Tokyo                   | En finale du tournoi G1 Climax. Ce match obtient la note de cinq étoiles trois quart.                                                                                                   |
| 6  | Victoire | Chris Jericho                                                                 | Wrestle Kingdom 12 in Tokyo Dome            | 4 janvier 2018    | 34:36 | Tokyo Dome, Tokyo                          | Dans un match sans disqualification où le titre de champion poids lourds des États-Unis de l'IWGP d'Omega est en jeu.                                                                   |
| 7  | Victoire | The Young Bucks                                                               | Strong Style Evolved (en)                   | 25 mars 2018      | 39:21 | Walter Pyramid, Long Beach                 | Il s'agit d'un match par équipe sans enjeu. Omega faisait équipe avec Kōta Ibushi. |
| 8  | Victoire | Kazuchika Okada                                                               | Dominion 6.9 in Osaka-jo Hall               | 9 juin 2018       | 64:50 | Osaka-jō Hall, Osaka                       | Le titre de champion poids lourd IWGP d'Okada est en jeu dans un match à deux sur trois victoires sans limite de temps. C'est aussi le premier match à obtenir la note de sept étoiles. |
| 9  | Victoire | Tetsuya Naitō                                                                 | NJPW G1 Climax 2018 - Tag 2                 | 15 juillet 2018   | 23:19 | Korakuen Hall, Tokyo                       | . |
| 10 | Victoire | Hirooki Goto                                                                  | NJPW G1 Climax 2018 - Tag 4                 | 19 juillet 2018   | 19:29 | Korakuen Hall, Tokyo                       | . |
| 11 | Défaite  | Tomohiro Ishii                                                                | NJPW G1 Climax 2018 - Tag 14                | 4 août 2018       | 22:42 | EDION Arena Osaka, Osaka                   | Ce match obtient la note de cinq étoiles et demi. |
| 12 | Défaite  | Kōta Ibushi                                                                   | NJPW G1 Climax 2018 - Tag 18                | 11 août 2018      | 23:13 | Budokan Hall, Tokyo                        | Ce match obtient la note de cinq étoiles et demi. |
| 13 | Victoire | Chaos (Kazuchika Okada et Tomohiro Ishii)                                     | NJPW Fighting Spirit Unleashed              | 30 septembre 2018 | 23:06 | Walter Pyramid, Long Beach                 | Il s'agit d'un match par équipe sans enjeu. Omega faisait équipe avec Kōta Ibushi. |
| 14 | Victoire | Hiroshi Tanahashi et Will Ospreay                                             | NJPW Road To Tokyo Dome - Tag 2             | 15 décembre 2018  | 28:46 | Korakuen Hall, Tokyo                       | Il s'agit d'un match par équipe sans enjeu. Omega faisait équipe avec Kōta Ibushi. |
| 15 | Défaite  | Hiroshi Tanahashi                                                             | Wrestle Kingdom 13 in Tokyo Dome (en)       | 4 janvier 2019    | 39:13 | Tokyo Dome, Tokyo                          | Le titre de champion poids lourd IWGP d'Omega est en jeu. Ce match obtient la note de cinq étoiles trois quart.                                                                         |
| 16 | Victoire | The Young Bucks                                                               | Revolution (2020)                           | 29 février 2020   | 30:06 | Wintrust Arena, Chicago, Illinois          | Il s'agit d'un match par équipe où il fait équipe avec Adam Page avec les championnats du monde par équipe de l'AEW de Omega et Page en jeu. Il obtient la note de six étoiles.         |
| 17 | Victoire | Rey Fénix                                                                     | AEW Dynamite #67 - New Year's Smash - Tag 1 | 6 janvier 2021    | 17:01 | Daily's Place, Jacksonville, Floride       | Le Championnat Du Monde De l'AEW d'Omega était en jeu. |
| 18 | Égalité  | Bryan Danielson                                                               | AEW Dynamite #103 - Grand Slam              | 22 septembre 2021 | 30:00 | Arthur Ashe Stadium, New York              | . |
| 19 | Défaite  | Adam Page                                                                     | Full Gear (2021)                            | 13 novembre 2021  | 25:11 | Target Center, Minneapolis, Minnesota      | Le Championnat Du Monde De l'AEW d'Omega était en jeu. Ce match obtient la note de cinq étoiles et demi,.                                                                               |
| 20 | Victoire | Will Ospreay                                                                  | Wrestle Kingdom 17 in Tokyo Dome            | 4 janvier 2023    | 34:38 | Tokyo Dome, Tokyo                          | Le titre de Champion Poids Lourds des États-Unis de l'IWGP d'Ospreay est en jeu. Ce match obtient la note de six étoiles un quart.                                                      |
| 21 | Victoire | Death Triangle (The Lucha Brothers (Penta El Zero Miedo et Rey Fénix) et PAC) | AEW Dynamite #171                           | 11 janvier 2023   | 14:55 | Los Angeles, Californie                    | Il s'agit d'un Best Of Seven Series Escalera De La Muerte Match pour les AEW World Trios Championship. Il faisait équipe avec les Young Bucks.                                          |
| 22 | Victoire | El Hijo del Vikingo                                                           | AEW Dynamite #181                           | 22 Mars 2023      | 16:53 | Cable Dahmer Arena Independence (Missouri) | . |
| 23 | Défaite  | Will Ospreay                                                                  | AEW × NJPW: Forbidden Door (2023)           | 25 Juin 2023      | 39:37 | Scotiabank Arena                           | Le Titre de Champion Poids Lourds des Etats-Unis IWGP D'Omega est en jeu. Ce match obtient la note de six étoiles.                                                                      |